# Jillian Janson
Jillian Janson (Minneapolis, 23 maggio 1995) è un'attrice pornografica statunitense.

## Biografia
Nata a Minneapolis, in Minnesota, crebbe con genitori separati tra lo Stato d'origine e l'Indiana, dove viveva suo padre; a 14 anni si impiegò da McDonald's per poi intraprendere altri lavori come commessa e televenditrice.
Una volta maggiorenne iniziò a esibirsi on-line come modella in webcam per MyFreeCams; notata da colui che in seguito divenne suo procuratore, le fu proposto un provino nell'industria pornografica in California; debuttò ad agosto 2013, tre mesi dopo aver compiuto 18 anni, iniziando a lavorare con lo pseudonimo di Jillian Brookes e poi di AnnaLynn Grace. Ha lavorato con le più grandi case di produzioni quali Evil Angel, New Sensations, Tushy, Digital Sin, Deeper, Elegant Angel, Jules Jordan e altre. Nel 2016 ha preso parte alla terza edizione del talent DP Star, edito dalla Digital Playground e nello stesso anno ha ottenuto il suo primo AVN Award per la miglior scena POV.
Nella sua carriera ha girato oltre 600 scene, ottenendo 2 AVN Award.

## Riconoscimenti
- AVN Awards
  - 2016 – Best POV Scene per Eye Contact con Aidra Fox e Jules Jordan[8]
  - 2020 – Best Virtual Reality Sex Scene per Wanking Dead: Doctor’s Orders con Kenzie Reeves, Sofie Reyez, Gina Valentina e Tommy Gunn[9]